# Trimiti
Trimiti (gr. Τριμίθι, tur. Edremit) – wieś na Cyprze, w dystrykcie Kirenia. Obecnie znajduje się w granicach Cypru Północnego.